# 直観でわかる数学
直観でわかる数学（ちょっかんでわかるすうがく）は、畑村洋太郎によって著された書籍。

## 概要
2004年に岩波書店から出版。
数学が嫌いであったり、楽をして分かりたい人や、問題は解けるが何かもやもやする人に、数式ではなく絵で数学を理解できるようにしている。
失敗学で知られる畑村洋太郎が、分かりにくい数学を分かる数学にしている。この本を書くために、現役の大学生と3時間の講義を何十回も行い、数学への不満や疑問を出し合った。
エッセンスを凝縮するという言葉には気をつけるようにしている。エッセンスを取り出すだけでは物事は分からないからである。人間は点滴や栄養剤のみでは生きていくことができない。人間は様々な雑多で無駄なものを取り入れることで初めて物事を実感を持って分かることができるようになるとしている。
2005年には複数の新聞や雑誌に書評が掲載された。